# ПМС-82
Путевая машинная станция № 82 Бологое (ПМС-82) — структурное подразделение Октябрьской дирекции по ремонту пути «Путьрем» — структурного подразделения Центральной дирекции по ремонту пути — филиала ОАО «Российские железные дороги». Базируется на станции Бологое-Московское.
Путевая машинная станция № 82 образована в 1953 году. Предприятие производило реконструкцию и ремонт верхнего строения пути, сборку и переборку рельсошпальной решетки, ремонт деревянных шпал. В 1998 году предприятием, одним из первых на сети, была освоена укладка стрелочных переводов на бетонном основании, ставших впоследствии основным направлением работы станции. В 1999 году коллектив станции освоил сварку бесстыкового пути. С 2006 года ПМС-82 совместно с другими путевыми машинными станциями Октябрьской дирекции по ремонту пути производила реконструкцию верхнего строения пути на участке Санкт-Петербург — Москва, предшествующую запуску высокоскоростного поезда «Сапсан». В результате произведенной работы на большинстве станций стрелочные переводы на главных путях были заменены на стрелочные переводы с непрерывной поверхностью катания, обеспечивающие движение поездов со скоростями до 250 км/ч. С 2008 года коллектив ПМС-82 участвует в комплексной реконструкции участка Санкт-Петербург — Выборг — Бусловская.
ПМС-82 осуществляет свою деятельность на всем полигоне Октябрьской железной дороги. В настоящий момент, предприятие полностью переквалифицировано на сборку и укладку стрелочных переводов, подходов к ним, а также сварке бесстыкового пути. Ежегодно работники предприятия укладывают около 300 стрелочных переводов, сваривают около 1000 стыков. Коллектив машинной станции неоднократно становился победителем и призером отраслевого и дорожного соревнований. В 2012 году ПМС-82 (вместе с шестью другими путевыми машинными станциями Октябрьской дирекции по ремонту пути) была включена в список пилотных подразделений по внедрению бережливого производства.